# Чаевский, Виктор
Виктор Чаевский (пол. Wiktor Czajewski; 10 июня 1857 в Остроленка ― 22 апреля 1922, Варшава) ― польский литератор, журналист, историк, издатель журналов и владелец типографии.

## Биография
Виктор Чаевский был сыном Михаила и Анжелы Доберских. Его отец являлся остроленцким уездным чиновником. Первоначально получил образование в Кёнигсберге. В 1882 году он был редактором издания «Przeglądu Bibliograficzno-Archeologicznego» (Библиографическо-археологический обзор). В 1877―1880 годы учился на факультете философии в Ягеллонском университете. В Кракове начал свою писательскую деятельность. За свои исторические сочинения в 1878―1879 годы получал награды конкурса, проводимого фондом князей Чарторыйских.

В Лодзь прибыл в 1897 году и начал выдавать с 1 декабря печатать журнал «Rozwój» (Развитие) который печатался в типографии у С. Дембского. В 1898 году Чаевский начал хлопотать об учреждении собственной типографии и получил на неё лицензию от российских властей 22 февраля 1899. Общей стоимостью в 8 000 рублей, типографский станок имел два ручных пресса и литеры весом в 125 пудов. В качестве управляющего и совладельца Чаевский в компанию принял Ю. Грабовского. Когда они расстались в апреле 1899, типография была заложена ― её покупателем стал Г. Конь. Чаевский приобрёл новую типографию по адресу ул. Петрковская, дом 111, в 1906 поставив в ней полуавтоматический станок. В 1913 году типография переехала на Проезд 8 (ныне ул. Ю. Тувима). Вёл дела вместе с сыном Тадеушем, который после 1922 унаследовал её и быстро привёл к краху, как отмечает историк M. Ласковский.

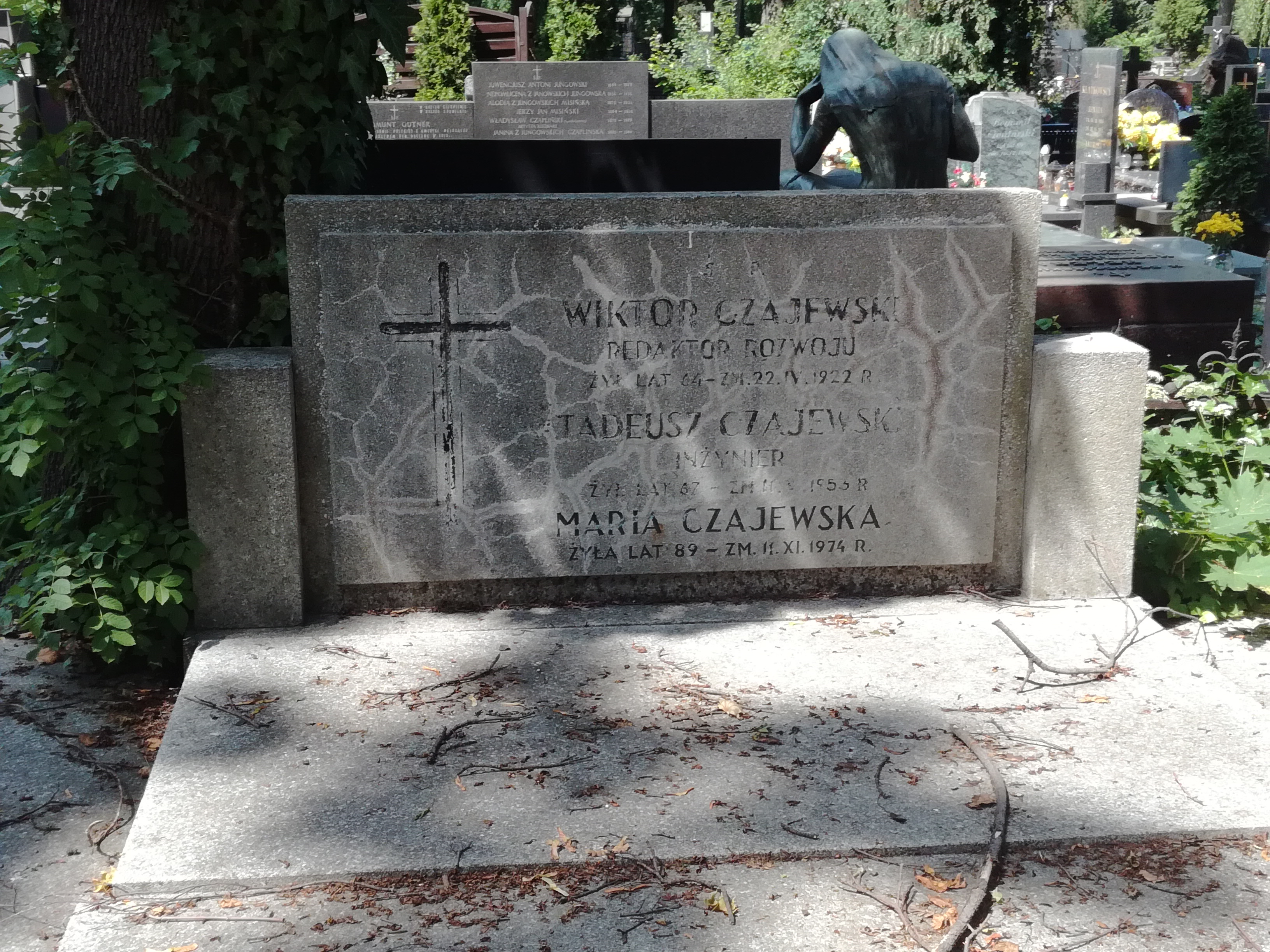
Могила Виктора Чаевского на Старом кладбище в Лодзи

В 1919 году первым в Лодзи оборудовал свою типографию двумя станками нового типа, приобретенными в Познани. Печатал альбомы, научные труды и два заголовка в прессе: «Rozwój» и «Goniec Wieczorny» (Гонец вечерний).

Титульная страница лодзинского журнала «Rozwój» издательства Виктора Чаевского

Как автор, редактор, издатель и общественный деятель оказал значительное влияние на культурную жизнь города. В декабре 1903 участвовал в открытии Лодзинского театрального общества. Когда была приостановлена печать «Развития», печатал для его подписчиков в 1914―1915 годах издание «Gazetę Wieczorną» (Газета вечерняя). Из его типографии вышло около 20 публикаций, касающихся юбилеев исторических и культурных событий.
Занимался также изучением истории и этнографии курпов. Одним из плодов его трудов была, в частности, статья, опубликованная в одном из номеров «Tygodnik Ilustrowany» в 1881 году. Кроме того, он написал исторический роман под названием Na kurpiowskim szlaku (По следам курпов), опубликованный под псевдонимом Антоний Хлеборадзкий, а также драму Kurpiki.
Умер 22 апреля 1922 года в Варшаве. Похоронен на Старом кладбище в Лодзи.

## Сочинения
Был автором ряда сочинений:
- Kaszubi: kilka słów o ich życiu i poezyi, Warszawa 1883 (wersja cyfrowa Polona)
- Mikołaj Rej z Nagłowic na sejmach, Warszawa: T. Paprocki, 1885
- Historya literatury czeskiej od czasów Odrodzenia do chwili bieżącej, Warszawa: Przegląd Tygodniowy, 1886
- Powieść oryla: sielanka, Warszawa: Tygodnik Powszechny, 1887
- Rys dziejów naszych. Polska za Piastów, Warszawa: Tygodnik Powszechny, 1887
- Rzecz niedowiedziona: czy ogon należy do psa, czy pies do ogona? Komedya historyczna w 4 aktach wierszem, Warszawa 1887
- Willanów, Czerniaków, Morysin, Gucin, Natolin: wraz ze szczegółowym spisem 1000 obrazów z galeryi willanowskiej. Ilustrowany przewodnik po Warszawie i okolicach, Warszawa: W. Czajewski, 1893
- O pocałunku: pędzlem i piórem, Warszawa 1893
- Przewodnik po Wilanowie, Warszawa 1895
- Katedra ś. Jana w Warszawie. W 100 rocznicę zamienienia kolegjaty na katedrę, Warszawa 1899
- Na kurpiowskim szlaku. Powieść historyczna z XVII w. (w trzech tomach), Warszawa: Red. „Gazety Polskiej”, 1900
- Smok. Powieść współczesna w 2-ch tomach, Warszawa: Rozwój, 1901
- Willanów, Łódź 1903
- Szkice teatralne, Łódź 1907
- Kraków: rys historyczny do połowy 17 wieku, Łódź: Wydawnictwo Dziennika „Rozwój”, 1909
- Kraków, Łódź: „Rozwój” 1910
- Za kraj, za wolność, za honor, za cześć! Pamiątka setnej rocznicy zgonu Tadeusza Kościuszki 1817–1917, Łódź 1917
- Jak kochał ojczyznę Kościuszko. Pamiątka setnej rocznicy zgonu, Warszawa 1917
- Kochany bracie chłopie i obywatelu!, Łódź 1917